# Boulevard du Palais (seriál)
Boulevard du Palais je francouzský kriminální televizní seriál inspirovaný postavami z románu Les Orpailleurs od Thierryho Jonqueta a premiérově vysílaný od 26. února 1999 do 28. června 2017 na France 2.

## Děj
Děj se odehrává hlavně u pařížského soudu. Soudkyně Nadia Lintzová má na starosti kriminální případy, při kterých úzce spolupracuje s velitelem justiční policie Rovèrem. Postavy seriálu Boulevard du Palais jsou inspirovány Gallimardovým románem Les Orpailleurs (1993) od Thierryho Jonqueta i jeho pokračováním Moloch (1998).

## Obsazení

### Hlavní role
- Anne-Richard: Nadia Lintzová, vyšetřující soudkyně
- Jean-Francois Balmer: Velitel Philippe Rovère (v některých epizodách se jmenuje Gabriel), příslušník justiční policie, velmi často vyšetřuje jménem „paní soudkyně", se kterou ho spojuje oboustranné přátelství. Projevuje určitou závislost na alkoholu.
- Olivier Saladin: Doktor Hannibal Pluvinage, patolog a básník, Rovèrův přítel
- Philippe Ambrosini: Poručík Dimeglio, Korsičan, Rovèrův zástupce a přítel.

### Vedlejší role
- Anne Cressent: Charlotte, asistentka soudkyně Lintzové (sezóny 10–17, 24 epizod)
- Cassandre Vittu De Kerraoul: Poručík Tina Varese (sezóny 15–17, 14 epizod)
- Julie Viktor: Adèle Lafleur, zástupkyně prokurátora, (sezóny 15–17, 13 epizod)
- Marion Game: Simone Rivière, asistentka soudkyně Lintzové (sezóny 1–9, 27 epizod)
- Frederic Haddou: poručík Choukroun (období 1–9, 26 epizod)
- Michael Robin: Isy, přítel Nadie (sezóny 1–8, 15 epizod)
- Stephan De Groodt: Pascal Jagot, státní zástupce (sezóny 6–9, 14 epizod)
- Fred Nony: Frédo, barman v podniku, kam chodí Rovère (sezóny 6–9, 13 epizod)
- Fadila Belkebla: Leila, státní zástupce (sezóny 11–14, 11 epizod)
- Jean Louis Tribes: Luigi, barman v podniku, kam chodí Rovère (sezóny 1–5, 9 epizod)
- Valérie Leboutte: Maryse, státní zástupce (sezóny 1–3, 6 epizod)
- Carlos Leal: Philippe, Nadiin přítel (sezóny 11 a 12, 6 epizod)
- Jean-Marie Frin: Předseda rozhodčího (sezóny 1–4, 5 epizod)
- Pierre-Arnaud Juin: Bastien Montagnac, soudce, přítel Maryse a romantický nápadník Nadie (sezóny 1 a 2, 4 epizody)
- Audrey Hamm: Clarisse, prostitutka a Rovèrova informátorka (sezóny 7–9, 4 epizody)
- Anne-Sophie Germanaz: Émilie, referentka soudce Lintze, nahradila Charlotte na mateřské dovolené (15. sezóna, 4 epizody)
- Guillaume Cramoisan: Arnaud Barthélémy, zástupce státního zástupce (sezóna 15, 4 epizody)
- Yveline Hamon: Claudie Rovère, bývalá manželka Rovère (4 epizody)
- Cylia Malki: Yasmine, státní zástupce (sezóny 10 a 11, 4 epizody)
- Léa Betremieux: Chloé Fresnay (sezóna 14, 4 epizody)
- Marie Mergey: paní Lintzová, matka Nadie (3 epizody)
- Éric Naggar: Státní zástupce (sezóny 15 a 16, 3 epizody)
- Jean-Marie Lamour: Gendarme Thomas Servier (sezóna 4, 2 epizody)
- Matthieu Rozé: Simon Plissonier, novinář (sezóna 6 a 8, 2 epizody)
- Christof Veillon: Christophe, přítel Pascala Jagota (sezóna 6 a 8, 2 epizody)
- Sophie Mounicot: Valerie (sezóna 15, 2 epizody)
- Jules Angelo Bigarnet: Hugo, syn poručíka Dimeglia (sezóna 16, 2 epizody)
- Alexandre Cros: Jagot, státní zástupce (sezóna 6, 2 epizody)

### Ocenění
- Nejlepší 90minutový seriál pro epizodu Les Murmures de la forêt na televizním festivalu v Saint-Tropez v roce 2002
- Cena „POLAR“ za nejlepší frankofonní televizní seriál na Festivalu POLAR v Cognacu v roce 2014